# روبرت إيرل ماكسويل
روبرت إيرل ماكسويل (بالإنجليزية: Robert Earl Maxwell)‏ هو قاضي ومحامي أمريكي، ولد في 15 مارس 1924 في ساوث بند في الولايات المتحدة، وتوفي في 20 نوفمبر 2010.